# Carlos Camacho
Pour les articles homonymes, voir Camacho.
Carlos Camacho, né le 16 novembre 1924 à Hagåtña et mort le 6 décembre 1979 à Tamuning, est un homme politique américain. Membre du Parti républicain, il est le 1er gouverneur élu de Guam du 4 janvier 1971 au 6 janvier 1975.

## Biographie
Camacho est né dans le village de Hagåtña, Guam, à Felix Martinez Camacho (1893-1975) et à Antonia Cruz Garcia. Ses frères et sœurs comprenaient Josephine Camacho Tanaka, John Camacho, Luis Camacho et Eddie Camacho. De 1946 à 1949, il a étudié à Aquinas College à Grand Rapids, dans le Michigan . En 1952, il a obtenu un diplôme de DDS de la Marquette University à Milwaukee, dans le Wisconsin.
Lors des élections au poste de gouverneur de 1974, il est battu pour une réélection, mais le sénateur Ricardo Bordallo est élu. La campagne électorale entre Bordallo et le Sablan a été contestée jusqu'à la Cour suprême des États-Unis. Après sa candidature infructueuse à la réélection du gouverneur, Camacho a repris sa carrière de dentiste.
Camacho est marié à Lourdes Duenas Perez et a sept enfants, dont l'ancien gouverneur, Felix Perez Camacho, Carlos, Thomas, Ricardo, Francis, Victor. Sa fille unique, Mary Camacho Torres, est désormais sénateur de l'Assemblée législative de Guam et est mariée à Robert J. Torres, Jr., président de la Cour suprême de la Cour suprême de Guam. Nommé à l'origine en 1969, il est le premier gouverneur élu de Guam l'année suivante et occupe ce poste jusqu'en août 1975.
Après sa défaite, Camacho reprend sa carrière de dentiste et poursuit sa pratique privée jusqu'à sa mort, le 6 décembre 1979, quatre ans plus tard, à l'âge de 55 ans.